# 東海テレビ国際基金
一般財団法人東海テレビ国際基金（とうかいテレビこくさいききん）は、「海外の放送技術者招聘等放送に関する国際交流活動及び他の国際文化交流活動への助成等を行うことにより、内外の全体的な技術･文化等の交流に寄与し､もって我が国と諸外国との相互理解の促進､ひいては国際親善に資すること」」を目的として、平成6年6月に設立された財団法人である。元総務省所管。

## 概要
諸外国との相互理解と国際親善に寄与することを目的として、 非営利の国際文化交流活動への助成等の活動を中心に、東海地方の伝統・文化・芸術・経済等に関するPR等を行っている。

### 組織
- 理事長 石黒大山
- 常務理事 浅野碩也
- 理事 石田秀翠
- 理事 奥野信宏
- 理事 白井文吾
- 理事 竹内正
- 理事 谷岡郁子
- 理事 森正夫
- 理事 ミカエル・カルマノ
- 監事 近藤克麿
- 監事 西村眞

### 所在地
- 名古屋市東区東桜一丁目14番27号

### 主な事業
- 海外の放送技術者との人材交流
- 国際理解を促進するため、東海地方の伝統・文化・芸術・経済など生活に役立つ情報・映像素材等の制作・配布
- 放送事業者による国際理解を促進するための放送番組等共同制作の企画・推進
- 非営利の国際交流活動への助成・顕彰